# Фогл, Джеймс
Джеймс Фогл (англ. James Fogle; 29 сентября 1936 — 23 августа 2012) — американский писатель, автор автобиографического романа «Аптечный ковбой», ставшего основой для одноимённого фильма. Он родился в Эльчо, штат Висконсин.
Фогл находился в тюрьме на момент выхода фильма в прокат в 1989 году. Профессиональный преступник с шестью классами образования, Фогл много раз имел проблемы с законом, начиная с подросткового возраста и на протяжении всей остальной жизни. 27 мая 2010 года Фогл был арестован вместе с другим мужчиной за ограбление аптеки в Редмонде, штат Вашингтон.
Фогла снова арестовали за ограбление аптеки в Сиэтле в 2011 году. В пятницу, 4 марта 2011 года, он был приговорён к 15 годам и девяти месяцам лишения свободы. 23 августа 2012 года Фогл умер от мезотелиомы в возрасте 75 лет в исправительном комплексе Монро в Монро, штат Вашингтон. Хотя Фогл написал много рассказов и романов, единственный из них, который был опубликован, — это «Аптечный ковбой», а остальные находятся во владении Дэниела Йоста, сценариста и друга Фогла.